# Cumué? - O Melhor dos Kussondulola
Cumué? - O Melhor dos Kussondulola é uma compilação com os êxitos da banda portuguesa de reggae Kussondulola. Contém alguns inéditos e temas que a banda só tocava ao vivo.

## Faixas
1. Rock a Zum Zum
2. Rock Steady
3. Dança no Huambo (Remix)
4. Perigosa (G. P. Mix)
5. Aivilis
6. Boda do Leão
7. Amizade
8. Chá de Cannabis
9. Decisão
10. Nós Somos Rastaman
11. Fizeram Tudo
12. Luzeiros
13. Hip-Hop Romance (Remix)
14. Fado da Amizade (Remix)
15. Apanha Flash
16. Nós Somos Rastaman
17. Dub Babilónios (Remix)
18. Natty Dread Dub (Remix)
19. Pim Pam Pum Dub (Remix)